# Музеј шабачких Јевреја
Музеј шабачких Јевреја је музеј у саставу Народног музеја Шабац. Налази се у улици Владе Јовановића 11.

## Историја
Музеј шабачких Јевреја оформљен је 2017. године као део Народног музеја Шабац, након потпуне реконструкције зграде која је од 1894. до 1941. била градска синагога. Шабачка јеврејска заједница је до почетка Другог светског рата била веома снажно присутна у друштвеном, културном и привредном животу града, а након рата је у потпуности нестала. Сећање на њен допринос граду траје и данас. Поставка музеја говори о животу јеврејске заједнице у Шапцу, док је мултифункционални простор окружење за подстицање разумевања прошлости и савремености, кроз различите садржаје који се у њему организују.